# Frank Wall

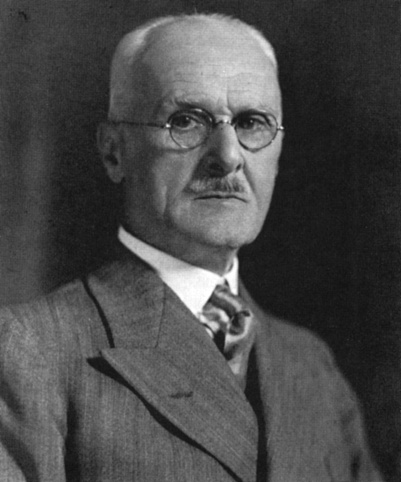
Frank Wall

Frank Wall (* 21. April 1868 in Nuwara Eliya, Ceylon; † 19. Mai 1950 in Bournemouth, Dorset) war ein britischer Militärarzt und Herpetologe. Sein Forschungsschwerpunkt waren die Schlangen und Blindschlangen Vorderasiens und Britisch-Indiens.

## Leben und Wirken
Durch seinen Vater, der ein prominenter Politiker auf Ceylon war, interessierte sich Wall schon früh für Naturgeschichte. 1892 qualifizierte er sich am Middlesex Hospital in London für eine Mitgliedschaft (M.R.C.P) und als Lizenziat (L.R.C.P) am Royal College of Physicians. 1893 trat er dem Indian Medical Service bei und nach dem Abschluss seiner Ausbildung im Netley Hospital bei Southampton reiste er nach Indien.
Bis zu seinem Ausscheiden aus der Armee und seiner Rückkehr nach England war er verschiedene Male in Indien, auf Ceylon und in Burma stationiert, wo er in seiner Freizeit Schlangen sammelte. Während des Ersten Weltkrieges diente er an der Mesopotamienfront und in Frankreich. Dafür wurde er mit dem Order of St. Michael and St. George ausgezeichnet. 1920 wurde er zum Colonel befördert.
Zurück in England, übertrug Wall seine Holotypen und seine Schädelsammlung dem Natural History Museum. Da Wall Feldforscher und kein Museumswissenschaftler war, gab er seine herpetologische Forschungstätigkeit auf. Sein Interesse galt dem Studium an lebenden Schlangen (Ophiologie), insbesondere der Systematik, Verbreitung, Lebensweise und Anatomie.
Im Zeitraum zwischen 1898 und 1925 veröffentlichte Wall etwa 215 wissenschaftliche Artikel, darunter die Erstbeschreibungen zu     Amphiesma bitaeniatum, Amphiesma venningi, Amphiesma xenura, Boiga andamanensis, Boiga beddomei, Boiga quincunciata, Brachyophidium rhodogaster, Bungarus magnimaculatus, Bungarus niger, Dendrelaphis cyanochloris, Dendrelaphis gorei, Eirenis mcmahoni, Lycodon flavomaculatus, Lycodon mackinnoni, Naja sagittifera, Oligodon erythrorhachis, Oligodon juglandifer, Oligodon mcdougalli, Oligodon melaneus, Oligodon melanozonatus, Rhabdophis leonardi, Rhinophis drummondhayi, Rhinophis porrectus, Telescopus tessellatus, Thermophis baileyi, Typhlops fletcheri, Typhlops oligolepis und Typhlops wilsoni.
Walls erstes Hauptwerk war eine Fortsetzungsveröffentlichung im Journal of the Bombay Natural History Society. Der Beitrag A Popular Treatise on the Common Indian Snakes enthält 28 Farbtafeln und erschien zwischen 1905 und 1919 in 29 Teilen. 1907 wurde die erste Auflage des Werkes The Poisonous Terrestrial Snakes of our British Indian Dominions veröffentlicht. 1908, 1913 und 1928 wurden drei weitere Auflagen von diesem Buch verlegt. 1921 verfasste Wall sein bekanntestes Buch mit dem Titel Ophidia Taprobanica or the Snakes of Ceylon.  Zwischen 1923 und 1925 erschien das fünfteilige Werk A Hand List of Snakes of the Indian Empire, eine systematische Liste in der alle Synonyme aufgeführt werden.